# Hrvatska: Bogu i Hrvatskoj
Hrvatska: Bogu i Hrvatskoj je bio hrvatski povremenik iz Zadra. U podnaslovu je stajalo časopis za katoličku prosvjetu i hrvatski jezik, za pouku i zabavu.
Izlazile su od rujna 1884. godine. Izlazile su do 2. srpnja 1898. godine. Kao prilog izlazila je Hrvatska kruna koja je poslije izlazila samostalno.
Kao nastavak ovog lista bio je polutjednik Hrvatska: Bog i domovina.
Uređivao ih je don Ivo Prodan.